# باشگاه فوتبال پگهام
باشگاه فوتبال پگهام (به انگلیسی: Pagham Football Club) یک باشگاه فوتبال در شهر پگهام، کشور انگلستان است که در سال ۱۹۰۳ میلادی تأسیس شده‌است.